# Пуї-ле-Моньяль
Пуї́-ле-Монья́ль (фр. Pouilly-le-Monial) — колишній муніципалітет у Франції, у регіоні Овернь-Рона-Альпи, департамент Рона. Населення — 939 осіб (2011).
Муніципалітет був розташований на відстані близько 370 км на південний схід від Парижа, 28 км на північний захід від Ліона.

## Історія
До 2015 року муніципалітет перебував у складі регіону Рона-Альпи. Від 1 січня 2016 року належав до нового об'єднаного регіону Овернь-Рона-Альпи.
1 січня 2017 року Пуї-ле-Моньяль і Льєрг було об'єднано в новий муніципалітет Порт-де-П'єрр-Доре.

## Демографія
Динаміка населення (INSEE ):
Розподіл населення за віком та статтю (2006):
| Стать | Всього | До 15 років | 15-24 | 25-44 | 45-64 | 65-85 | Понад 85 |
| --- | ------ | ----------- | ----- | ----- | ----- | ----- | -------- |
| Чоловіки | 410    | 88          | 37    | 110   | 117   | 50    | 8        |
| Жінки | 418    | 63          | 59    | 106   | 131   | 59    | 0        |
| \| Статево-вікова піраміда \| Статево-вікова піраміда \| Статево-вікова піраміда \| \| ----------------------- \| ----------------------- \| ----------------------- \| \| Чоловіки \| Вік \| Жінки \| \| 8 \| 85 + \| 0 \| \| 4 \| 80-84 \| 13 \| \| 8 \| 75-79 \| 21 \| \| 17 \| 70-74 \| 4 \| \| 21 \| 65-69 \| 21 \| \| 29 \| 60-64 \| 21 \| \| 29 \| 55-59 \| 38 \| \| 25 \| 50-54 \| 34 \| \| 34 \| 45-49 \| 38 \| \| 46 \| 40-44 \| 38 \| \| 17 \| 35-39 \| 13 \| \| 34 \| 30-34 \| 34 \| \| 13 \| 25-29 \| 21 \| \| 29 \| 20-24 \| 21 \| \| 8 \| 15-20 \| 38 \| \| 29 \| 10-14 \| 13 \| \| 38 \| 5-9 \| 25 \| \| 21 \| 0-4 \| 25 \| |        |             |       |       |       |       |          |
| Статево-вікова піраміда |        |             |       |       |       |       |          |
| Чоловіки | Вік    | Жінки       |       |       |       |       |          |
| 8 | 85 +   | 0           |       |       |       |       |          |
| 4 | 80-84  | 13          |       |       |       |       |          |
| 8 | 75-79  | 21          |       |       |       |       |          |
| 17 | 70-74  | 4           |       |       |       |       |          |
| 21 | 65-69  | 21          |       |       |       |       |          |
| 29 | 60-64  | 21          |       |       |       |       |          |
| 29 | 55-59  | 38          |       |       |       |       |          |
| 25 | 50-54  | 34          |       |       |       |       |          |
| 34 | 45-49  | 38          |       |       |       |       |          |
| 46 | 40-44  | 38          |       |       |       |       |          |
| 17 | 35-39  | 13          |       |       |       |       |          |
| 34 | 30-34  | 34          |       |       |       |       |          |
| 13 | 25-29  | 21          |       |       |       |       |          |
| 29 | 20-24  | 21          |       |       |       |       |          |
| 8 | 15-20  | 38          |       |       |       |       |          |
| 29 | 10-14  | 13          |       |       |       |       |          |
| 38 | 5-9    | 25          |       |       |       |       |          |
| 21 | 0-4    | 25          |       |       |       |       |          |

## Економіка
2010 року серед 569 осіб працездатного віку (15—64 років) 462 були активними, 107 — неактивними (показник активності 81,2%, у 1999 році було 74,5%). З 462 активних мешканців працювало 438 осіб (225 чоловіків та 213 жінок), безробітними було 24 (15 чоловіків та 9 жінок). Серед 107 неактивних 46 осіб було учнями чи студентами, 37 — пенсіонерами, 24 були неактивними з інших причин.

У 2010 році в муніципалітеті числилось 338 оподаткованих домогосподарств, у яких проживали 924,0 особи, медіана доходів виносила 21 738 євро на одного особоспоживача